# Reka Zsofia Lazăr-Szabo
Reka Zsofia Lazăr-Szabo est une fleurettiste roumaine née le 11 mars 1967 à Brașov.

## Carrière
La fleurettiste roumaine participe à l'épreuve individuelle de fleuret lors des Jeux olympiques d'été de 1988 à Séoul et se classe à la vingt-et-unième place. Elle remporte la médaille de bronze dans l'épreuve de fleuret par équipe des Jeux olympiques d'été de 1992 à Barcelone avec Elisabeta Guzganu-Tufan, Claudia Grigorescu, Laura Cârlescu-Badea et Roxana Dumitrescu et termine sixième de l'épreuve individuelle. Les Jeux olympiques d'été de 1996 à Atlanta apportent une médaille d'argent à Reka Zsofia Lazăr-Szabo, en compagnie de Laura Cârlescu-Badea et de Roxana Scarlat dans l'épreuve de fleuret par équipe. Elle est dix-neuvième en individuel. Ses derniers Jeux ont lieu à Sydney en 2000, où elle est huitième de l'épreuve individuelle.

## Palmarès
- Épreuves de coupe du monde
  -  Médaille d'argent au tournoi d'escrime de Marseille 1992